# 大日本帝国陸軍の総軍
大日本帝国陸軍の総軍（だいにっぽんていこくのそうぐん）は、大日本帝国陸軍における総軍規模の編成。日露戦争および満州事変以降の戦時に編成された。

## 概要
大日本帝国陸軍において、平時の内地における最大規模の部隊は師団のみであり、軍は兵事に編成されておらず戦時（有事）に作戦に応じて編成されるものであった。海外領土には朝鮮軍・台湾軍・関東軍・支那駐屯軍の各4軍があったが、これらは外地駐留の警備部隊であり規模も小規模なものであった（このうち常設師団を持つものは朝鮮軍のみであり、他は師団とくらべ規模兵力が特に大きかったわけではない）。
大日本帝国陸軍において総軍に相当する最初の編制は1904年に開戦した日露戦争における満洲軍で軍を直隷した。
1937年の日中戦争開戦以降、軍は増設され、その軍の上級部隊として複数個軍を統括する方面軍ないし相当部隊も新設された。それら複数個方面軍等を統括し、中国方面を担当する最大の陸軍部隊として、1939年（昭和14年）9月12日に総軍たる支那派遣軍を編成。
太平洋戦争（大東亜戦争）開戦を控えた1941年（昭和16年）11月6日には、南方方面を担当する南方軍が編成されており、太平洋戦争開戦時には2つの総軍が存在していた。また、内地などにあった軍司令部を広域防衛の見地から指揮する官衙である防衛総司令部がこれに類した。
1931年の満洲事変の当時、関東軍は守備隊を隷下に持ち、他に満洲駐剳の1個師団を指揮するのみの（関東軍については編組であり駐剳師団が隷下にあったわけではない）小規模な軍であったが、兵力を漸次増強し、1941年（昭和16年）には関東軍特種演習（関特演）と称した準戦時動員で兵力を大幅に増強、太平洋戦争開戦後の1942年（昭和17年）10月1日に改めて総軍たる関東軍に昇格した。
本土防衛戦中で本土決戦を控えた1945年（昭和20年）4月7日には、防衛総司令部と陸軍航空総監部の両官衙を軍隊に改組、同時に第1総軍・第2総軍・航空総軍が編成された。
第二次世界大戦終戦時には以下の6個総軍があり、各戦線を担当していた。
- 支那派遣軍 - 大本営直轄部隊を除いた、中国戦線における在中国の陸軍部隊を統括。
- 南方軍 - 大本営直轄部隊を除いた、南方戦線における在南方の陸軍部隊を統括。
- 関東軍 - 大本営直轄部隊を除いた、在満洲の陸軍部隊を統括。

以上が外地担当。
- 第1総軍 - 大本営直轄部隊を除いた、内地のうち東方（青森県以南の東日本）の陸軍部隊を統括。

（千島列島・南樺太・北海道は大本営直轄部隊たる第5方面軍の担当）
- 第2総軍 - 大本営直轄部隊を除いた、内地のうち西方（西日本）の全陸軍部隊を統括。
- 航空総軍 - 内地の陸軍航空部隊を統括。

軍隊符号はSA（航空総軍はFSA）となるが、これは第1総軍・第2総軍・航空総軍編成時のものであり、古参の支那派遣軍はCGA、南方軍はNAである。日本陸軍には軍団がなく、師団が軍に直属していたため、外国陸軍からは一段階下の軍集団相当と認識されていた。

## 総司令部の編制
総軍は司令部として、（満洲軍）・支那派遣軍・南方軍・関東軍は総司令部を、第1総軍・第2総軍・航空総軍は司令部を置き、その長は（満洲軍）・支那派遣軍・南方軍・関東軍は総司令官、第1総軍・第2総軍・航空総軍は司令官と称し、陸軍大将が親補される。
総司令部ないし司令部は主に参謀部・経理部・軍医部・獣医部・法務部・兵務部及報道部から構成された。
参謀部
参謀部の長は、（満洲軍）・支那派遣軍・南方軍・関東軍は総参謀長、第1総軍・第2総軍・航空総軍は参謀長と称し、陸軍中将又は陸軍少将からこれに充てた。総参謀長は作戦の立案及び司令官に対する助言などが任務である。次席の参謀として支那派遣軍・南方軍・関東軍には総参謀副長（第1総軍・第2総軍・航空総軍には参謀副長）がいる。参謀部は、幾つかの課に分かれ、第1課（作戦課とも。長は高級参謀）・第2課（長は情報主任参謀）・第3課（長は後方主任参謀）・第4課（長は政策主任参謀）がある。このほか高級参謀の下に作戦主任参謀を配置した。
軍医部
長は陸軍軍医少将が就任した（呼称変更前は軍医監）。
経理部
長は陸軍主計少将（呼称変更前は主計監）。
獣医部
長は陸軍獣医少将（呼称変更前は獣医監）。
法務部
長は陸軍法務少将。
その他の部署としては兵務部・報道部・補給監部・情報部・特種情報部・技術部・化学部・築城部・気象部・防疫給水部・測量隊等がある。設置されない総軍もある（関東軍は築城部を建設団に改編した）。

## 日本帝国陸軍の総軍の一覧

### 日露戦争（1904-1905）
- 満洲軍

### 満州事変以後（1931-1945）
| 総軍       | 編成       | 廃止 | 備考                 |
| ---------- | ---------- | ---- | -------------------- |
| 支那派遣軍 | 1939年9月  | 終戦 | 支那駐屯軍からの昇格 |
| 関東軍     | 1941年10月 | 終戦 | 関東軍からの昇格     |
| 南方軍     | 1941年11月 | 終戦 |                      |
| 航空総軍   | 1945年3月  | 終戦 |                      |
| 第一総軍   | 1945年4月  | 終戦 |                      |
| 第二総軍   | 1945年4月  | 終戦 |                      |